# Parazilia strandi
Parazilia strandi är en spindelart som beskrevs av Roger de Lessert 1938. Parazilia strandi ingår i släktet Parazilia och familjen käkspindlar.
Artens utbredningsområde är Kongo. Inga underarter finns listade i Catalogue of Life.